# ناخن پای شیطان
ناخن پای شیطان (نام علمی: Gryphaea) نام یک سرده از تیره لانه‌زنبوری‌صدفان است.